# Vermittelndes Breitbandnetz
Das Vorläufer Breitbandnetz oder Vermittelnde Breitbandnetz (VBN) bezeichnete in Deutschland ein Glasfaseroverlaynetz mit Teilnehmerselbstwahl für die Telekommunikation.
Das Projekt wurde 1986 gestartet mit dem Ziel, einen Videokonferenzdienst in Deutschland zu etablieren. Es war ab 1989 im Regelbetrieb. Das VBN verband 1991/1992 bundesweit insgesamt 29 Teilnetze mit 500 Teilnehmern. Durchgeschaltet wurde eine Bitrate von 140 Mbit/s, zusammengesetzt aus einem PCM-codierten Videosignal und einigen Zusatzkanälen. Der Teilnehmer erhielt zum Anschluss an dieses Netz eine Teilnehmer-Anschlusseinrichtung (TAE), die den Video-Codec enthielt. Die Teilnehmerschnittstelle der TAE erforderte ein 5-MHz-FBAS-Signal.

Die hohe Bitrate von 140 Mbit/s machte das VBN attraktiv für Universitäten und Forschungseinrichtungen, die sofort begannen, darüber große Datenmengen jeglicher Art auszutauschen.  Das führte dazu, dass das VBN wegen der Gebühren, die sich am Datenaufkommen für Videokonferenzen orientiert hatten, sehr schnell unwirtschaftlich wurde. In der Folge wurden die Videokonferenzdienste in ein 2-Mbit/s-Netz und ins ISDN übernommen, bevor dann das VBN abgeschaltet wurde. Zeitweise nutzten noch die deutschen Fernsehanstalten das VBN für die Bildübertragung. Sie gingen dann jedoch auf das deutsche ATM-Netz über.
Europaweit wurde eine vergleichbare Spezifikation unter der Bezeichnung Connectionless Broadband Data Service (CBDS) von der ETSI verabschiedet.